# Joana de Lestonnac
Joana de Lestonnac (Bordéus, 27 de dezembro de 1556 — 2 de fevereiro de 1640) foi a fundadora da Companhia de Maria Nossa Senhora, uma ordem religiosa que tinha como missão educar as jovens da época.

## Vida e obras
Nasceu num período em que a Igreja Católica vivia grandes conflitos. Seu pai, Richard de Lestonnac, um católico fervoroso e membro do Parlamento de Bordéus, era conselheiro do rei da França; sua mãe, Jeanne Eyquem, de confissão calvinista, era irmã do filósofo humanista Michel de Montaigne (1533-1592). Casou-se em 1572 com Gaston de Montferrand, com o qual conviveu até 1602 e teve sete filhos. Quando viúva, após perder dois de seus filhos, Joana de Lestonnac entrou para o mosteiro cisterciense em Toulouse, mas, por problemas de saúde, não pôde continuar na vida monástica. Voltou para Bordéus e, mais tarde, fundou a Companhia de Maria com o objetivo de avançar o catolicismo através do ensino.
Em 19 de setembro de 1834, Joana de Lestonnac foi declarada venerável.

## Companhia de Maria
A ordem que fundou recebeu aprovação pontifícia em 7 de abril de 1607. Hoje a Companhia de Maria marca presença em 27 países, mantendo diversas instituições de ensino, inclusive no Brasil.